# 莫尼萨拉蓬勋章
莫尼萨拉蓬勋章是柬埔寨的一種勳章，由柬埔寨政府依據國王的王家法令而授予。該勳章授予對柬埔寨文學、美術、教育、司法、行政及科學有貢獻的人士。
1905年2月1日，西索瓦國王下令設立該勳章，當時僅限於授予柬埔寨人、法國保護領的臣民以及其他亞洲人。1948年9月9日，诺罗敦·西哈努克進行改制，擴大為三級，1961年又擴大為五級。1995年10月5日被重新設立。

## 級別
1. 大十字勳位（មហាសេរីវឌ្ឍន៍，Maha Sirivudha）
2. 大軍官勳位（មហាសេនា，Mahasena）
3. 高等騎士勳位（ធិបឌិន្ទ，Adipati）
4. 軍官勳位（សេនា，Sena）
5. 騎士勳位（អស្សឫទ្ធិ，Askararidha）

## 著名受勳者
- 福圖納托·阿巴特（英语：Fortunato Abat）
- 贺南洪
- 诺罗敦·阿伦拉斯美
- 诺罗敦·尤瓦那
- 诺罗敦·西哈莫尼
- 半田晴久
- 笹川陽平
- 郭明利（英语：Mengly Jandy Quach）
- 渡邊美樹